# تاکاشی میکی
تاکاشی میکی (انگلیسی: Takashi Miki؛ زادهٔ ۲۳ ژوئیهٔ ۱۹۷۸) بازیکن فوتبال اهل ژاپن است.
از باشگاه‌هایی که در آن بازی کرده‌است می‌توان به باشگاه فوتبال ناگویا گرامپوس اشاره کرد.